# Електрон (спътник)
Вижте пояснителната страница за други значения на Електрон.
Електрон са серия от 4 изкуствени спътници изстреляни от Съветския съюз през 1964, за да изследват радиоационния пояс на Ван Алън.
- 30 януари 1964 - Електрон 1. Космическия кораб: Електрон-А. Маса: 329 кг. Космодрум: Байконур. Извеждаща ракета: Союз.

Изучавал вътрешната част на пояса на Ван Алън. Електрон 1:едновременно изучаване на вътрешните и външните радиационни пояси, космически лъчи и горната атмосфера. Електрон 2:едновременно изучаване на вътрешните и външните радиационни пояси, космически лъчи и горната атмосфера.
- 30 януари 1964 – Електрон 2. Космическия кораб: Електрон-Б. Маса: 444 кг. Космодрум: Байконур. Извеждаща ракета: Союз.

Изучавал външната част на пояса на Ван Алън. Електрон 1:едновременно изучаване на вътрешните и външните радиационни пояси, космически лъчи и горната атмосфера. Електрон 2:едновременно изучаване на вътрешните и външните радиационни пояси, космически лъчи и горната атмосфера.
- 10 юли 1964 - Електрон 3. Космическия кораб: Електрон-А. Маса: 350 кг. Космодрум: Байконур. Извеждаща ракета: Союз.

Електрон 3 и 4 са изстреляни от една и съща. Едновременно изучаване на вътрешните и външните радиационни пояси, космически лъчи и горната атмосфера.
- 10 юли 1964 – Електрон 4. Космическия кораб: Електрон-Б. Маса: 444 кг. Космодрум: Байконур. Извеждаща ракета: Союз.

Електрон 3 и 4 са изстреляни от една и съща. Едновременно изучаване на вътрешните и външните радиационни пояси, космически лъчи и горната атмосфера.